# Quarouble
Quarouble là một xã ở trong tỉnh Nord ở miền bắc nước Pháp. Xã này có diện tích 12,27 km², dân số năm 1999 là 3303 người. Xã nằm ở khu vực có độ cao trung bình 26 mét trên mực nước biển.